# Versace on the Floor
Versace on the Floor is een nummer van de Amerikaanse zanger Bruno Mars uit 2017. Het is de derde single van zijn derde studioalbum 24K Magic.
"Versace on the Floor" gaat over Mars' verlangen om zijn vrouw naar de slaapkamer te brengen. Hij hoopt dat ze haar Versace-jurk zal uittrekken en op de grond zal laten rusten terwijl ze van elkaars gezelschap genieten. Het nummer werd in een aantal landen een bescheiden hit. Zo bereikte het de 33e positie in de Amerikaanse Billboard Hot 100. In Nederland deed het nummer niets in de hitlijsten.
De Fransman David Guetta heeft een remix van het nummer gemaakt, die doet denken aan de funk uit de jaren '70, iets wat buiten het gebruikelijke straatje van Guetta valt. Deze remix werd een bescheiden succes in onder andere België, waar het de 5e positie bereikte in de Vlaamse Tipparade.